# Phialophora alba
Phialophora alba är en svampart som beskrevs av J.F.H. Beyma 1943. Phialophora alba ingår i släktet Phialophora och familjen Herpotrichiellaceae.   Inga underarter finns listade i Catalogue of Life.